# Mestocharis
Mestocharis är ett släkte av steklar som beskrevs av Förster 1878. Mestocharis ingår i familjen finglanssteklar.
Kladogram enligt Catalogue of Life och Dyntaxa:
| Mestocharis | \| \| Mestocharis bimacularis \| \| \| \| \| \| Mestocharis tropicalis \| \| \| \| |
|             | \| \| Mestocharis bimacularis \| \| \| \| \| \| Mestocharis tropicalis \| \| \| \| |
|             | Mestocharis bimacularis                                                            |
|             |                                                                                    |
|             | Mestocharis tropicalis                                                             |
|             |                                                                                    |